# Georg Christoph Pisanski
Georg Christoph Pisanski (Distretto di Pisz, 13 agosto 1725 – Königsberg, 17 ottobre 1790) è stato un teologo professore di scuola secondaria e storico della letteratura tedesco.

## Biografia
Figlio di un pastore luterano, dal ramo materno discendeva da Andreas Concius e Georg Andreas Helwig. In età scolare, la sua visione della Prussia fu influenzata dalle lezioni di Christoph Hartknoch e di Theodor Christoph Lilientha, tenutisi a Johannisburg e ad Angerburg. Nwl 1742, si immatricolò all'Università di Königsberg, che da due secoli era rinomata per le facoltà di teologia e di matematica.
Frequentatore abituale della Silberbibliothek, della Biblioteca di Königsberg e della Wallenrodtsche Bibliothek, sei anni più tardi fu assunto come professore al liceo Altstädtisches Gymnasium di Königsberg, del quale nel 1750 fu nominato prorettore vicario e nel 1751 vicerettore. Dopo aver sposato Johanna Agnes Liedert nel 1756 a Königsberg, fu ammesso nella Königliche Deutsche Gesellschaft, la prima associazione civica nata nel 1741 nella città natale di Kant con lo scopo di preservare a lingua tedesca.
Nel 1759, fu nominato rettore del Kneiphöfisches Gymnasium, annesso alla Cattedrale di Königsberg. Il pastore luterano Leberecht Cleinow (1701-1782) lo introdusse come suo successore nel ruolo di titolare del duomo cittadino. Una volta laureatosi, Pisanski iniziò a tenere lezioni di filosofia e storia presso l'Università Albertus locale. Nel 1762, prese parte alle celebrazioni per la pace di San Pietroburgo. Nello stesso anno, succedette a Johann Georg Bock come titolare della cattedra di letteratura e poetica, dopo un'articolata corrispondenza epistolare con Con Johann Carl Conrad Oelrichs a Stettino, con Friedrich Konrad Gadebusch a Dorpat e con Wilhelm Paul Verpoorten a Danzica.
Nel 1769, fu convocato per la cattedra di teologia di Königsberg, ma la Corona di Prussia rigettò la sua candidatura. Su consiglio di amici, nel 1773 difese una dissertazione dottorale in teologia con Lilienthal, ottenendo il titolo di Doctor theologiae. Non fece appello contro tale decisione, per poter proseguire tranquillamente la propria attività di ricercatore e per non rischiare la revoca della nomina a titolare dell'ufficio di decano. In questo modo, oltre alle lezioni di storia e filosofia, ebbe anche occasione di tenere corsi di teologia.
Nel 1789, fu eletto consigliere del Concistoro della Chiesa Luterna di Germania. Il sovrintendente e arcivescovo luterano Ludwig Ernst von Borowski (1740-1831) lo supportò e assistette negli ultimi anni, fino alla fine dei suoi giorni. Von Borowski fu anche il suo biografo e il suo primo editore, che diede alle stampe Preußischen Literaturgeschichte (Storia della letteratura prussiana). In particolare, curò l'inventario delle sue opere, che nell'anno della morte, sopraggiunta all'età di sessantacinque anni, ammontava esattamente a 108 unità.
Tale elenco è contenuto nella sua prefazione al volume Entwurf der Preußischen Litterärgeschichte, pubblicato postumo a Königsberg, pochi mesi più tardi.

## Opere
- Entwurf einer preußischen Literärgeschichte in vier Büchern. Mit einer Notiz über den Autor und sein Buch, hrsg. von Rudolf Philippi, Hartung, Königsberg, 1886.
  - Band 1:  Aeltere Geschichte vom ersten Beginnen gelehrter Kenntnisse in Preußen an bis zum Anfange des siebzehnten Jahrhunderts. Königsberg 1791 ("testo completo").
- Von den Bibliotheken, Buchdruckereien und dem Buchhandel im 17. Jahrhundert, 1850.
- Von den Schulen in Königsberg im siebzehnten Jahrhundert', in Preußische Provinzial-Blätter, tomo 9, Königsberg, 1850, pp. 458–467.
- Von der Beredsamkeit, der Dichtkunst und der Musik im siebzehnten Jahrhundert. In: Preußische Provinzial-Blätter, tomo 2, Königsberg 1852, pp. 152–160.